# Neotrichoporoides dubiosus
Neotrichoporoides dubiosus är en stekelart som beskrevs av Graham 1987. Neotrichoporoides dubiosus ingår i släktet Neotrichoporoides och familjen finglanssteklar. Inga underarter finns listade i Catalogue of Life.